# Cebu
Cebu ([sɛˈbu], Cebuano: Sugbo [sugˈbɔ]) ist eine Insel der Visayas-Gruppe im Inselstaat der Philippinen.
Die Insel Cebu hat eine Fläche von 4.468 km²; ihre Hauptstadt ist Cebu City. In Cebu herrscht eine Jahresmitteltemperatur von 26 °C. Hohe Luftfeuchtigkeit und Temperaturen um 30 °C sind am Tag typisch. Kühlster Monat ist der Januar, heißester Monat ist der Mai. Die Insel liegt in der Zone regelmäßig auftretender tropischer Wirbelstürme.
Cebu bildet mit einigen anderen, kleineren Inseln die Provinz Cebu im Regierungsbezirk Central Visayas.

## Geografie

Karte mit der Insel Cebu im Nordwesten von Bohol

Die Insel erstreckt sich über 220 km beinahe in Nord-Süd-Richtung; an der breitesten Stelle misst sie etwa 40 km. Sie ist von vielen größeren Nachbarinseln umgeben: Im Südosten, jenseits der Straße von Cebu (Bohol-Straße), liegt Bohol, im Osten Pacijan (und die restlichen Camotes-Inseln), im Nordosten Leyte, im Nordwesten Bantayan-, Kinatarkan-, Hilantagaan Island. Jenseits der Tanon-Straße, Negros im Westen und im Süden Sumilon und Siquijor.
Die Insel durchzieht ein im Durchschnitt 600 bis 800 Meter hohes Gebirge. Der höchste Berg auf der Insel ist der Osmeña Peak. Er liegt im Südwesten der Insel auf dem Gebiet der Gemeinde Dalaguete und hat eine Höhe von 1013 Metern. Der Aussichtspunkt Top of the Hills mit einer Höhe von 650 Metern liegt in den Busay-Hügeln, direkt bei Cebu City. Eine flachhügelige Landschaft erstreckt sich von Mandaue City bis Liloan; in ihr liegen einige lagunenartige Buchten, wie die Silot-Bucht, die mit Brackwasser gefüllt sind und einen speziellen Lebensraum für Mangrovenwälder bieten.
Cebu wird Im Norden von der Visayas-See und  im Osten von der Camotes-See begrenzt.
Unmittelbar vor der Ostküste, auf Höhe der Hauptstadt Cebu City, liegt die kleine Insel Mactan und der Olango-Archipel, die beide zum Danajon-Riffsystem gezählt werden.

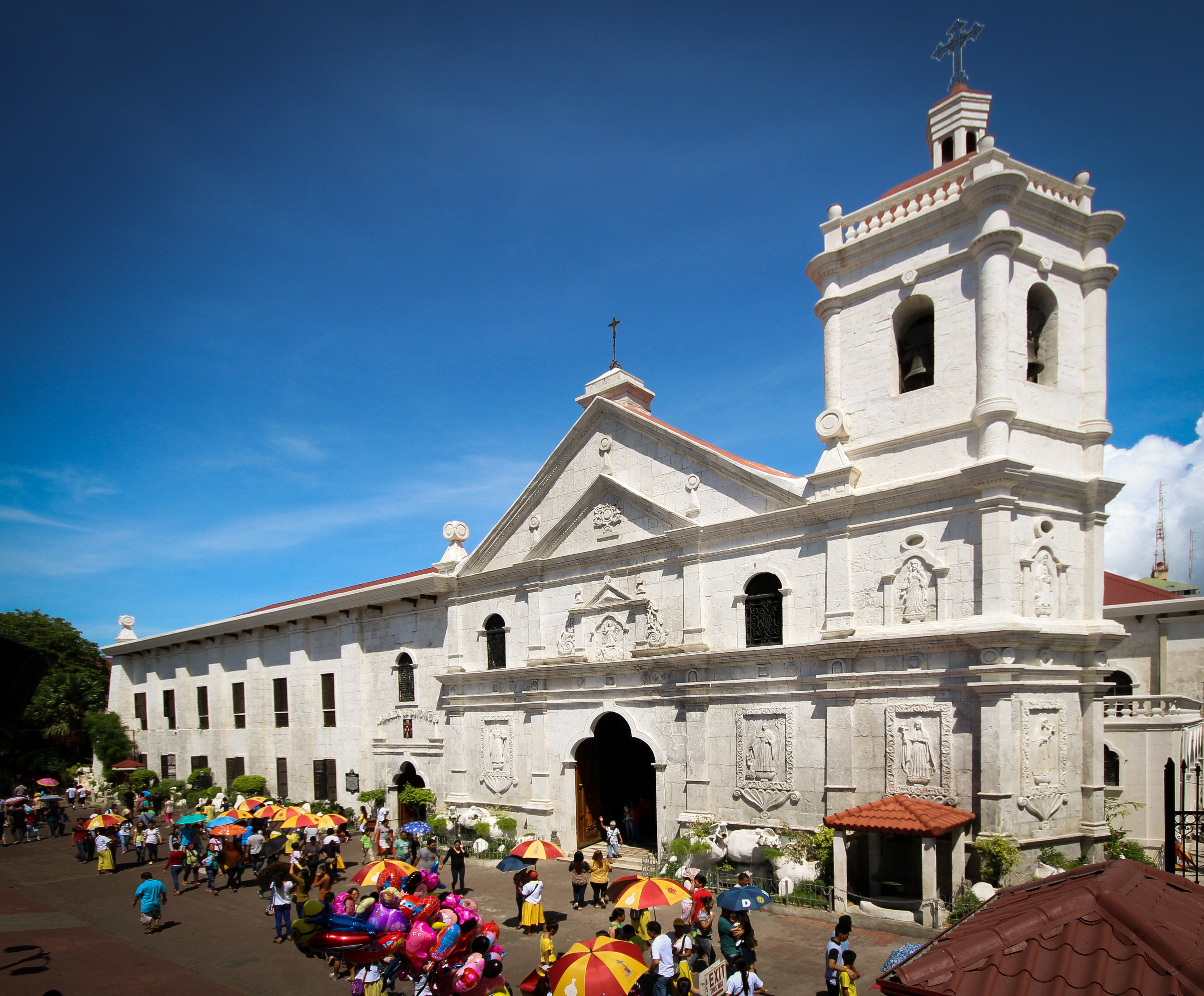
Santo Nino, älteste Kirche in Cebu

In Lapu-Lapu City auf der Insel Mactan östlich von Cebu befindet sich der Flughafen Mactan-Cebu, ein internationaler Flughafen in der Region Visayas.

## Bevölkerungsentwicklung
Entwicklung der Bevölkerung seit der Volkszählung 1990.
| Jahr | Einwohnerzahl |
| ---- | ------------- |
| 1990 | 2.646.517     |
| 2000 | 3.356.137     |
| 2010 | 4.167.320     |
| 2015 | 4.632.359     |

## Sprache
Das auf der Insel Cebu vorherrschende Cebuano wird auch nach dem Visayas-Archipel „Visayan“ genannt. Verkehrssprache auf den Philippinen ist Tagalog; Amts- und Geschäftssprache ist Englisch. Um die Kinder auf die englische Sprache vorzubereiten, werden Unterrichtsstunden von Anfang an in Englisch gehalten. Durch die lange Herrschaft der Spanier über etwa drei Jahrhunderte sind so gut wie alle Dialekte mit spanischen Wörtern durchsetzt. Einige ältere Filipinos sprechen heute noch fließend Spanisch.

## Geschichte
Die Region war bereits vor 25.000 Jahren besiedelt, als die dortigen Inseln ein mehr zusammenhängendes Gebiet waren. Erst zum Ende der Eiszeit vor ca. 10 000 – 12 000 Jahren ist der Meeresspiegel soweit gestiegen, dass neue Inseln entstanden.
Etwa um 1300 brachten Einwanderer aus Borneo den Islam.
Am 7. April 1521 landete Ferdinand Magellan auf Cebu. Er und seine Leute schüchterten die lokalen Stammesfürsten und Rajah Humabon, den König von Cebu, mit dem Artilleriefeuer der Expeditionsflotte und Kriegsdrohungen ein, und bekehrten den Rajah und viele seiner Gefolgsleute zum Christentum. Ein Dorf, das sich der Christianisierung verweigerte, ließ Magellan niederbrennen.
In der Zeit von 1565 bis 1571 wurde Cebu als Hauptstadt der dortigen spanischen Kolonie angesehen. Am 8. Mai 1565 begann der Bau der Festung Fuerza de San Pedro. Im 17. Jahrhundert wurde die damalige Holzfestung mit einer Steinbefestigung erneuert.

## Sehenswürdigkeiten
In Cebu-City befindet sich das Magellan-Kreuz, jene Stelle, von der die christliche Missionierung der Philippinen ausging, die Festung Fuerza de San Pedro, ein Daoistischer Tempel und die Basilica del Santo Niño.
Die nahe gelegene östliche Insel Mactan ist über drei Brücken mit Cebu City verbunden und verfügt über zahlreiche Strände. Der Weltumsegler Ferdinand Magellan fand dort den Tod. Er wurde dort vom Stammeshäuptling der Insel Mactan, Lapu-Lapu, im Kampf besiegt, als sich die Bevölkerung von Mactan unter Lapu-Lapus Führung nicht der Vorherrschaft der Weißen und der Unterherrschaft des cebuanischen Fürsten beugen wollte und Magellan daher eine Eroberungsexpedition von Cebu aus zur nebenan gelegenen Insel Mactan unternahm. An der Stelle seines Todes bei Punta Engano befindet sich im „Mactan Shrine“ ein Denkmal für Ferdinand Magellan, der sogenannte „Magellan Marker“, sowie eine Statue des siegreichen Häuptlings Lapu-Lapu. Die Kirche Patrocinio de Maria in Boljoon steht seit 2006 auf der Vorschlagsliste der Philippinen zur Aufnahme zum Weltkulturerbe der UNESCO.
Lapu-Lapu ist auch der Name einer Stadt auf der Insel Mactan. Auf Mactan befindet sich auch der internationale Flughafen für Cebu, der zweitwichtigste auf den Philippinen. An der nordöstlichen Küste von Mactan findet man einige Luxus-Hotels.
In Moalboal an der Südwestküste und auf der vorgelagerten Insel Malapascua im Norden Cebus befinden sich touristisch interessante Strände, Resorts und Tauchbasen. In Malapascua können Fuchshaie beobachtet werden. Der Central-Cebu-Nationalpark im Zentrum der Insel beherbergt viele endemische Tierarten. Weitere Nationalparks sind der Guadalupe Mabugnao Mainit Hot Spring National Park und der Sudlon-Nationalpark. In der Nähe von Cebu City liegt das Gilutongan Marine Sanctuary.
Aguinid Falls in Samboan (Wasserfälle von Samboan) sowie Mantayupan-Wasserfall. 
Die Ayala-Mall in Cebu ist eines der größten und modernsten Einkaufszentren in Cebu-City. Es beherbergt eine große Anzahl an Shops mit Markenartikeln sowie Restaurants mit asiatischen und europäischen Gerichten. Darüber hinaus verfügt es über ein gut ausgebautes Kino sowie gepflegter Parks.

## Wirtschaft
Reis, Zucker und Getreide sind die traditionellen landwirtschaftlichen Erzeugnisse von Cebu. Kupfer, Gold, Silber und Molybdän kommen als Bodenschätze vor.
Cebu City gehört mit einem hohen Wirtschaftswachstum zu den aufstrebenden Zentren in Südostasien. Wirtschaftsimpulse kommen vor allem aus dem IT-Bereich und dem Tourismus. Spezielle Wirtschaftsareale fördern den Export und gewähren wie die neu entstehenden IT-Parks weitgehende Steuerfreiheit, um ausländische Investoren in die Region zu bringen. Auslandsinvestitionen werden vor allem durch die Lohnkostenvorteile und durch das gute Bildungsniveau angezogen. Besondere Bedeutung kommt den Englischkenntnissen großer Bevölkerungsteile zu, wodurch Cebu von vielen Sprachschülern, vornehmlich Südkoreanern, besucht wird. Die maßgeblichen Touristenströme kommen aus den USA, Korea und Japan.
Bei Naga, zehn Kilometer südwestlich von Cebu-City, befindet sich ein großes Zementwerk, das zum mexikanischen Konzern (CEMEX) gehört.

## Bildungseinrichtungen
- University of the Visayas

## Städte

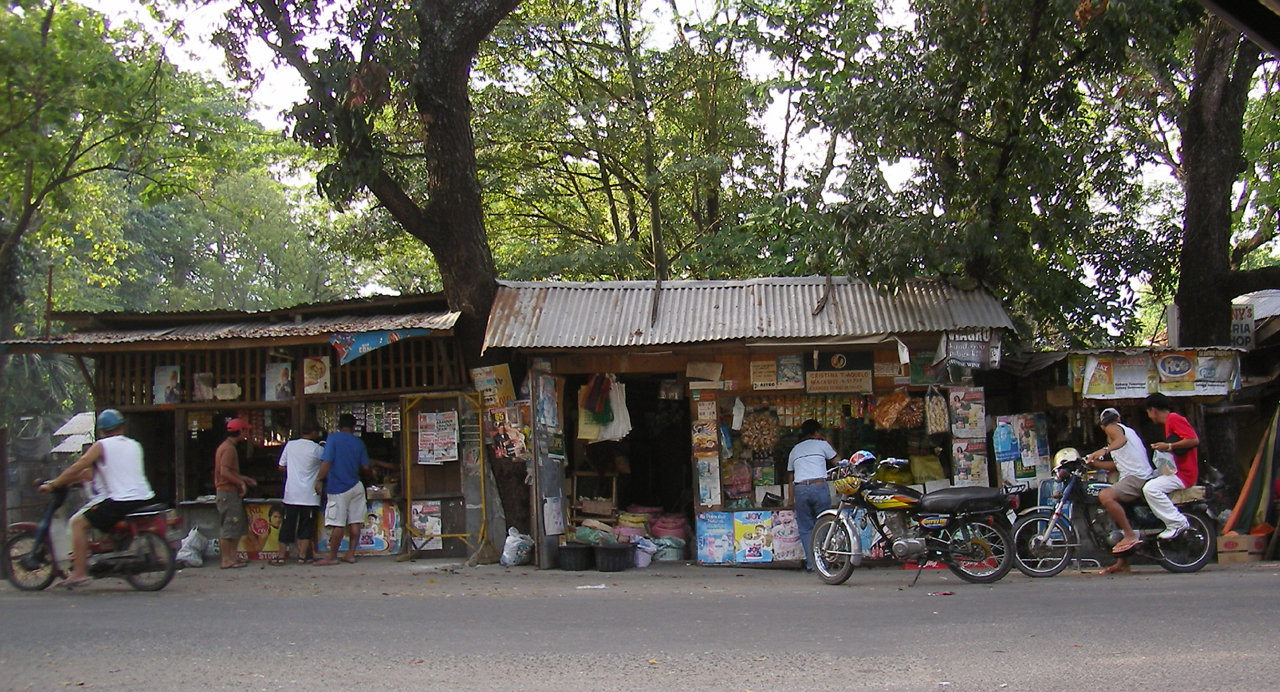
Straßenszene, Sari Sari Store
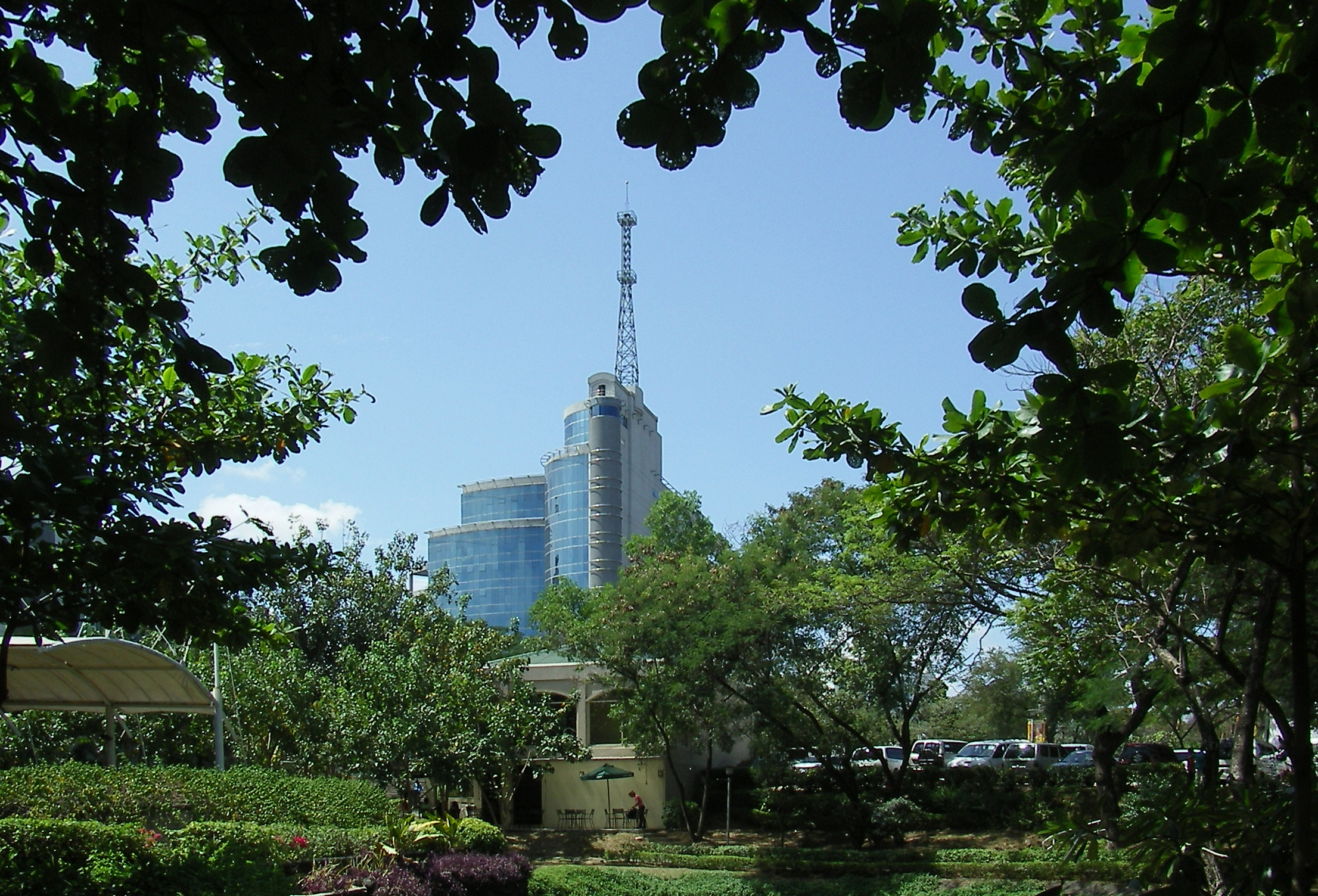
Cebu Business Park

| - Bogo City - Carcar City - Cebu City - Danao City | - Mandaue City - Naga City - Talisay City - Toledo City |